# Lagerstroemia paniculata
Lagerstroemia paniculata är en fackelblomsväxtart som först beskrevs av Porphir Kiril Nicolai Stepanowitsch Turczaninow, och fick sitt nu gällande namn av António José Rodrigo Vidal. Lagerstroemia paniculata ingår i släktet Lagerstroemia och familjen fackelblomsväxter. Inga underarter finns listade i Catalogue of Life.